# کریستل لایتنینگ
کریستل لایتنینگ (انگلیسی: Crystle Lightning؛ زادهٔ ۵ فوریهٔ ۱۹۸۱) یک هنرپیشه، خواننده، دی‌جی الکترو هاوس و فعال حقوق بومیان اهل کانادا و ایالات متحده آمریکا است. وی از سال ۱۹۹۴ میلادی تاکنون مشغول فعالیت بوده‌است.
از فیلم‌ها یا مجموعه‌های تلویزیونی که وی در آن‌ها نقش داشته است می‌توان به نجات جسیکا لینچ اشاره نمود.